# Sanda Toma (wioślarka)
Sanda Toma, po mężu Urichianu (ur. 24 lutego 1956 w Ștefănești) – rumuńska wioślarka, złota medalistka olimpijska i dwukrotna mistrzyni świata.

## Kariera
Wystąpiła na igrzyskach olimpijskich w Moskwie w 1980, gdzie zdobyła złoty medal w jedynkach. W finale o 0,96 sekundy wyprzedziła Antoninę Machinę z ZSRR i o 2,85 sekundy Martinę Schröter z NRD. Był to jej jedyny start olimpijski.
W tej samej konkurencji zwyciężała także na mistrzostwach świata w Bledzie (1979) i mistrzostwach świata w Monachium (1981). Była również piąta na mistrzostwach świata w Cambridge (1978).
Studiowała na Wydziale Wychowania Fizycznego Uniwersytetu Zachodniego w Timișoarze. W latach 1979, 1980 i 1981, była uznawana Najlepszą Sportsmenką Rumunii. Po zakończeniu kariery sportowej została wykładowcą uniwersyteckim, początkowo na Akademii Wojskowej w Bukareszcie, a następnie na Uniwersytecie Ekologicznym w Bukareszcie. Odznaczona Orderem Zasługi Sportowej.